# Luna 3
Luna 3, hay E-2A No.1 là một tàu vũ trụ của Liên Xô được phóng vào năm 1959 như là một phần của chương trình Luna. Đây là nhiệm vụ đầu tiên chụp ảnh nửa không nhìn thấy được của Mặt Trăng và là tàu thăm dò không gian của Liên Xô thứ ba được gửi đến vùng lân cận Mặt Trăng. Mặc dù nó gửi lại hình ảnh khá nghèo nàn theo các tiêu chuẩn sau này, nhưng xét theo quan điểm lịch sử, các hình ảnh của nửa không nhìn thấy được của Mặt Trăng đã gây hứng thú lớn khi chúng được xuất bản trên khắp thế giới, và một bản đồ dự kiến của nửa này của Mặt Trăng đã được tạo ra sau khi xử lý ảnh được cải thiện.
Những hình ảnh này cho thấy nửa kia của Mặt Trăng có địa hình đồi núi, rất khác nhau so với nửa mặt trước, và chỉ có hai khu vực tối, thấp, được đặt tên là Mare Moscoviense (Biển Moscow) và Mare Desiderii (Sea of Desire). Mare Desiderii sau đó được khám phá bao gồm một biển nhỏ hơn, Mare Ingenii (Biển của sự khéo léo), và một số hố đen khác. Lý do cho sự khác biệt này giữa hai mặt của Mặt Trăng vẫn chưa được hiểu đầy đủ, nhưng có vẻ như hầu hết các dung nham đen chảy ra để tạo ra các biển hình thành ở nửa Mặt Trăng hướng về Trái Đất.
Sau Luna 3, các phi thuyền Ranger 7, Ranger 8 và Ranger 9 của Hoa Kỳ cũng đã thực hiện quan sát nửa kia của Mặt Trăng.